# Zegara
Zegara is een geslacht van vlinders van de familie Castniidae, uit de onderfamilie Castniinae.

## Soorten
- Z. halli (Joicey & Talbot)
- Z. personata (Walker, 1865)
- Z. zagraea (R. Felder, 1874)